# Tournoi de tennis du pays de Galles
Le tournoi du Pays de Galles au Royaume-Uni est un tournoi de tennis féminin du circuit professionnel WTA et masculin du circuit ATP se déroulant à Newport.

## Palmarès dames

### Simple
| 1886     | L. Browne                 | L.C. Stephens         | 4–6 6–1 6–3               |                       |                       |
| 1887     | Maud Watson               | Beatrice Langrishe    | 6–3 6–3                   |                       |                       |
| 1888     | Blanche Bingley Hillyard  | Miss Pope             | 6–2 6–3                   |                       |                       |
| 1889     | N Pope                    | Mary Sweet-Escott     | 6–0 6–2                   |                       |                       |
| 1890     | Competition cancelled     | Competition cancelled | Competition cancelled     | Competition cancelled | Competition cancelled |
| 1891     | N Pope                    | Mary Sweet-Escott     | 4–6 6–4 6–1               |                       |                       |
| 1892     | Mary Sweet-Escott         | Louisa Sweet-Escott   | 2–6 6–3 6–2               |                       |                       |
| 1893     | Ethel Cochrane            | Emily Stoddart        | 6–3, 6–4                  |                       |                       |
| 1894     | Helen Jackson             | Ethel Cochrane        | 8–6 6–2                   |                       |                       |
| 1895     | Jane Corder               | Helen Jackson         | 4–6 7–5 6–4               |                       |                       |
| 1896     | Competition cancelled     | Competition cancelled | Competition cancelled     | Competition cancelled | Competition cancelled |
| 1897     | Henrica Ridding           | Miss J Cochrane       | 9–7 7–5                   |                       |                       |
| 1898     | Alice Parr                | Henrica Ridding       | 7–5 7–5                   |                       |                       |
| 1899     | Muriel Robb               | Henrica Ridding       | 4–6 6–4 6–4               |                       |                       |
| 1900     | Constance Hill            | Alice Parr            | 5-7 6–4 6–2               |                       |                       |
| 1901     | Winifred Longhurst        | M. Golding            | 6–1 4–6 7–5               |                       |                       |
| 1902     | Winifred Longhurst        | Constance Hill        | 8–6 4–6 6–4               |                       |                       |
| 1903     | Connie Wilson             | Winifred Longhurst    | 6–3 0–6 7–5               |                       |                       |
| 1904     | Connie Wilson             | Maude Garfit          | 6–3 6–4                   |                       |                       |
| 1905     | May Sutton                | Connie Wilson         | 6–0 6–1                   |                       |                       |
| 1906     | May Sutton                | Maude Garfit          | 6–1 6–0                   |                       |                       |
| 1907     | May Sutton                | Toupie Lowther        | 6–0 7–5                   |                       |                       |
| 1908     | Maude Garfit              | Mrs G Bruce           | 6–2 6–3                   |                       |                       |
| 1909     | Maude Garfit              | Winifred Longhurst    | default                   |                       |                       |
| 1910     | Helen Aitchison           | Maude Garfit          | 8–6 6–4                   |                       |                       |
| 1911     | Dora Boothby              | Helen Aitchison       | 8–6 6–3                   |                       |                       |
| 1912     | Edith Hannam              | Mrs Fletcher          | 6–1 6–1                   |                       |                       |
| 1913     | Edith Hannam              | Mrs Fletcher          | 6–2 6–2                   |                       |                       |
| 1914     | Edith Hannam              | Mrs Fletcher          | 6–0 6–1                   |                       |                       |
| 1915     | Pas de tournoi            | Pas de tournoi        | Pas de tournoi            | Pas de tournoi        | Pas de tournoi        |
| 1920     | Edith Hannam              | Mrs Fletcher          | 6–0 4–6 6–1               |                       |                       |
| 1921     | Helen Leisk               | Edith Hannam          | 6–2 6–2                   |                       |                       |
| 1922     | Edith Hannam              | Helen Leisk           | 6–3 1–6 6–4               |                       |                       |
| 1923     | Kathleen Raikes           | Edith Hannam          | 8–6 0–6 6–3               |                       |                       |
| 1924     | Elizabeth Ryan            | Edith Hannam          | 6–3 6–3                   |                       |                       |
| 1925     | Phyllis Satterthwaite     | Kathleen Bevir        | 8–10 6–0 6–1              |                       |                       |
| 1926     | Gladys Seel               | Mrs R Fletcher        | 6–0 6–4                   |                       |                       |
| 1927     | Phyllis Satterthwaite     | Gladys Seel           | 6–4 6–2                   |                       |                       |
| 1928     | Eleanor Rose              | Effie Hemmant         | 6–3 6–3                   |                       |                       |
| 1929     | Eleanor Rose              | Effie Hemmant         | 6–2 2–6 6–4               |                       |                       |
| 1930     | Effie Hemmant             | Eleanor Rose          | 7–5 6–4                   |                       |                       |
| 1931     | Effie Hemmant             | Jeanette Morfey       | 6–3 5-7 6–3               |                       |                       |
| 1932     | Jadwiga Jędrzejowska      | Marie-Louise Horn     | 8–6 6–2                   |                       |                       |
| 1933     | Mary Hardwick             | Cristobel Wheatcroft  | 6–0 6–4                   |                       |                       |
| 1934     | Hilde Krahwinkel Sperling | Sheila Chuter         | 6–2 6–0                   |                       |                       |
| 1935     | Jadwiga Jędrzejowska      | Susan Noel            | 6–3 6–2                   |                       |                       |
| 1936     | Jadwiga Jędrzejowska      | Rosl Kraus            | 4–6 6–2 6–1               |                       |                       |
| 1937     | Simonne Mathieu           | Irmgard Rost          | 6–3 6–4                   |                       |                       |
| 1938     | Simonne Mathieu           | Gladys Seel           | 6–4 6–4                   |                       |                       |
| 1939     | Simonne Mathieu           | Betty Clements        | 6–0 6–4                   |                       |                       |
| 1940     | Pas de tournoi            | Pas de tournoi        | Pas de tournoi            | Pas de tournoi        | Pas de tournoi        |
| 1946     | Gem Hoahing               | Joy Hibbert           | 6–1 6–2                   |                       |                       |
| 1947     | Joan Curry                | Wendy Stork           | 6–2 6–2                   |                       |                       |
| 1948     | Joan Curry                | Georgie Woodgate      | 6–3 7–5                   |                       |                       |
| 1949     | Georgia Woodgate          | Helena Straubeova     | 4–6 6–3 6–2               |                       |                       |
| 1950     | Barbara Scofield          | Georgie Woodgate      | 9–7 6–2                   |                       |                       |
| 1951     | Angela Mortimer           | Lorna Cornell         | 6–3 2–6 6–2               |                       |                       |
| 1952     | Beryl Penrose             | Doreen Wedderburn     | 6–2 4–6 6–4               |                       |                       |
| 1953     | Heather Brewer            | Rosemary Walsh        | 6–3 6–1                   |                       |                       |
| 1954     | Sachiko Kamo              | Jenny Middleton       | divided title due to rain |                       |                       |
| 1955     | Mary Terán de Weiss       | Ann Haydon            | 1–6 6–1 6–2               |                       |                       |
| 1956     | Ann Haydon                | Daphne Seeney         | 6–2 6–3                   |                       |                       |
| 1957     | Angela Mortimer           | Ann Haydon            | 6–2 6–4                   |                       |                       |
| 1958     | Angela Mortimer           | Ann Haydon            | 6–2 6–2                   |                       |                       |
| 1959     | Angela Mortimer           | Ann Haydon            | 5-7 6–3 6–4               |                       |                       |
| 1960     | Angela Mortimer           | Bernice Carr Vukovich | 11–9 6–3                  |                       |                       |
| 1961     | Ann Haydon                | Jill Mills            | 4–6 6–2 6–2               |                       |                       |
| 1962     | Ann Haydon                | Jill Mills            | 6–4 6–3                   |                       |                       |
| 1963     | Carol Rosser              | Lorna Cawthorn        | 6–3 6–3                   |                       |                       |
| 1964     | Maria Bueno               | Christine Truman      | 6–3 6–2                   |                       |                       |
| 1965     | Annette Van Zyl           | Ann Jones             | 6–2 6–0                   |                       |                       |
| 1966     | Maria Bueno               | Annette Van Zyl       | 6–2 6–0                   |                       |                       |
| 1967     | Judy Tegart               | Ann Jones             | 6–4 6–4                   |                       |                       |
| Open era |                           |                       |                           |                       |                       |
| 1968     | Kristy Pigeon             | Fay Toyne Moore       | 6–2 6–0                   |                       |                       |

| No | Date       | Nom et lieu du tournoi                    | Catégorie  | Dotation | Surface      | Vainqueure           | Finaliste          | Score          |         |
| -- | ---------- | ----------------------------------------- | ---------- | -------- | ------------ | -------------------- | ------------------ | -------------- | ------- |
| 1  | 07-07-1969 | Welsh Championships, Newport              |            | NC       | Gazon (ext.) | Margaret Smith Court | Winnie Shaw        | 6-4, 6-4       | Tableau |
| 2  | 06-07-1970 | Green Shield Welsh Championships, Newport |            | NC       | Gazon (ext.) | Evonne Goolagong     | Patti Hogan        | 6-0, 8-6       | Tableau |
| 3  | 05-07-1971 | Green Shield Welsh Championships, Newport | Grand Prix | 20 000 $ | Gazon (ext.) | Virginia Wade        | Judy Tegart-Dalton | 6-3, 6-4       | Tableau |
| 4  | 10-07-1972 | Green Shield Welsh Championships, Newport | Grand Prix | 19 200 $ | Gazon (ext.) | Kerry Melville       | Virginia Wade      | 7-5, 6-2       | Tableau |
| 5  | 09-07-1973 | Green Shield Welsh Championships, Newport |            | NC       | Gazon (ext.) | Julie Heldman        | Dianne Fromholtz   | 1-6, 6-1, 11-9 | Tableau |
| 6  | 08-07-1974 | Green Shield Welsh Championships, Newport |            | NC       | Gazon (ext.) | Julie Heldman        | Sue Mappin         | 6-3, 6-4       | Tableau |

### Double
| No | Date       | Nom et lieu du tournoi                   | Catégorie  | Dotation | Surface      | Vainqueures                     | Finalistes                       | Score    |         |
| -- | ---------- | ---------------------------------------- | ---------- | -------- | ------------ | ------------------------------- | -------------------------------- | -------- | ------- |
| 1  | 07-07-1969 | Welsh Championships Newport              |            | NC       | Gazon (ext.) | Mary-Ann Eisel Winnie Shaw      | Margaret Smith Court Pat Walkden | 6-4, 6-1 | Tableau |
| 2  | 06-07-1970 | Green Shield Welsh Championships Newport |            | NC       | Gazon (ext.) | Rosie Casals Judy Tegart-Dalton | Ann Haydon-Jones Patti Hogan     | 6-3, 6-2 | Tableau |
| 3  | 05-07-1971 | Green Shield Welsh Championships Newport | Grand Prix | 20 000 $ | Gazon (ext.) | Helen Gourlay Kerry Harris      | Gail Sherriff Winnie Shaw        | 6-3, 8-6 | Tableau |
| 4  | 10-07-1972 | Green Shield Welsh Championships Newport | Grand Prix | 19 200 $ | Gazon (ext.) | Judy Tegart-Dalton Betty Stöve  | Kerry Harris Kerry Melville      | 7-5, 6-4 | Tableau |
| 5  | 09-07-1973 | Green Shield Welsh Championships Newport |            | NC       | Gazon (ext.) | Patti Hogan Sharon Walsh        | Dianne Fromholtz Julie Heldman   | Partage  | Tableau |
| 6  | 08-07-1974 | Green Shield Welsh Championships Newport |            | NC       | Gazon (ext.) | Lesley Charles Sue Mappin       | Julie Heldman Paulina Peisachov  | 5-0, ab. | Tableau |

### Double mixte
| No | Date       | Nom et lieu du tournoi                   | Catégorie | Dotation | Surface      | Vainqueures                   | Finalistes                       | Score         |         |
| -- | ---------- | ---------------------------------------- | --------- | -------- | ------------ | ----------------------------- | -------------------------------- | ------------- | ------- |
| 1  | 07-07-1969 | Welsh Championships Newport              |           | NC       | Gazon (ext.) | Margaret Smith Court Mark Cox | Winnie Shaw Gerald Battrick      | 6-4, 1-6, 6-2 | Tableau |
| 2  | 06-07-1970 | Green Shield Welsh Championships Newport |           | NC       | Gazon (ext.) | Rosie Casals Cliff Drysdale   | Judy Tegart-Dalton Owen Davidson | 5-7, 6-3, 6-3 | Tableau |

## Palmarès messieurs

### Simple
| 1886      | Ernest Browne           | James Baldwin               | 6–0 ret.                |                       |                       |
| 1887      | Ernest Browne           | James Baldwin               | 6–1, 6–2 ret.           |                       |                       |
| 1888      | Willoughby Hamilton     | Ernest Browne               | 6–1, 6–1, 6–0           |                       |                       |
| 1889      | Willoughby Hamilton     | Ernest Lewis                | 3–6, 6–3, 6–4, 7–5      |                       |                       |
| 1890      | Willoughby Hamilton     | Charles Lacy Sweet          | 6–2, 6–3, 6–0           |                       |                       |
| 1891      | Harry S. Barlow         | Harold Mahony               | 5–7, 6–2, 7–5, 0–6, 6–1 |                       |                       |
| 1892      | Harry S. Barlow         | Kenneth Ramsden Marley      | 6–4, 6–3, 6–2           |                       |                       |
| 1893      | George C. Greene Ball   | Harry S. Barlow             | 2–6, 6–1, 7–5, 4–6, 6–4 |                       |                       |
| 1894      | George C. Greene Ball   | Edward Roy Allen            | 7–5, 6–1, 4–6, 6–2      |                       |                       |
| 1895      | Wilberforce Eaves       | Edward Roy Allen            | 2–6, 6–3, 6–3, 4–6, 6–3 |                       |                       |
| 1896      | Sydney Howard Smith     | Harry S. Barlow             | 6–1, 6–2, 2–6, 6–0      |                       |                       |
| 1897      | Sydney Howard Smith     | John Mycroft Boucher        | 6–2, 6–4, 6–4           |                       |                       |
| 1898      | Sydney Howard Smith     | Arnold Wyersdale Blake      | 6–0, 6–2, 6–3           |                       |                       |
| 1899      | Sydney Howard Smith     | Wilberforce Eaves           | 6–4, 4–6, 6–2, 5–7, 6–4 |                       |                       |
| 1900      | Sydney Howard Smith     | Edward Roy Allen            | 6–8, 9–7, 6–3, 7–5      |                       |                       |
| 1901      | Sydney Howard Smith     | John Mycroft Boucher        | 6–4, 6–0, 7–5           |                       |                       |
| 1902      | Sydney Howard Smith     | John Mycroft Boucher        | 6–4, 3–6, 7–5, 4–6, 6–2 |                       |                       |
| 1903      | John Mycroft Boucher    | Ernest Wills                | 6–3, 6–1, 6–1           |                       |                       |
| 1904      | Sydney Howard Smith     | Anthony Wilding             | 6–4, 6–1, 6–2           |                       |                       |
| 1905      | Sydney Howard Smith     | John Mycroft Boucher        | 6–4, 5-7, 10–8, 6–4     |                       |                       |
| 1906      | Sydney Howard Smith     | John Mycroft Boucher        | 2–6, 6–1, 6–2, 6–2      |                       |                       |
| 1907      | John Mycroft Boucher    | Samuel Ernest Charlton      | 6–4, 6–2, 6–2           |                       |                       |
| 1908      | John Mycroft Boucher    | Anthony Wilding             | 4–6, 3–6, 6–2, 6–2, 6–4 |                       |                       |
| 1909      | John Mycroft Boucher    | Walter Crawley              | 8–6, 6–1, 6–3           |                       |                       |
| 1910      | Charles P. Dixon        | Stanley Doust               | 8–6, 6–4, 2–6, 6–2      |                       |                       |
| 1911      | Charles P. Dixon        | Alfred Dunlop               | 6–4, 6–2, 7–5           |                       |                       |
| 1912      | Harold Kitson           | Josiah Ritchie              | 6–4, 6–1, 0–6, 6–4      |                       |                       |
| 1913      | Charles P. Dixon        | C. P. Hailey                | 6–1, 6–4, 6–2           |                       |                       |
| 1914      | Charles P. Dixon        | Noel O. G. Turnbull         | 6–4, 6–3, 6–1           |                       |                       |
| 1915      | Pas de tournoi          | Pas de tournoi              | Pas de tournoi          | Pas de tournoi        | Pas de tournoi        |
| 1920      | Peter Freeman           | Cecil Lonsford Sweet-Escott | 6–2, 4–6, 6–1, 6–3      |                       |                       |
| 1921      | Josiah Ritchie          | M. E. Nigel Jones           | 6–1, 1–6, 6–2, 2–6, 6–3 |                       |                       |
| 1922      | Manuel Alonso           | Eduardo Flaquer             | 6–3, 6–4, 7–5           |                       |                       |
| 1923      | John Mycroft Boucher    | Cecil Lonsford Sweet-Escott | 6–3, 7–5, 8–6           |                       |                       |
| 1924      | Gordon Crole Rees       | John Mycroft Boucher        | 6–4, 6–4, 10–8          |                       |                       |
| 1925      | Jack Hillyard           | Elliott Williams Crawshay   | 7–5, 6–2, 8–10, 6–1     |                       |                       |
| 1926      | Hector Fisher           | Peter Freeman               | 6–1, 4–6, 6–3, 6–3      |                       |                       |
| 1927      | David Williams          | Jack Hillyard               | 8–6, 6–1, 3–6, 6–1      |                       |                       |
| 1928      | Eric Conrad Peters      | David Williams              | 6–4, 6–1, 3–6, 6–0      |                       |                       |
| 1929      | Charles Kingsley        | William Henry Powell        | 7–5, 6–4, 4–6, 8–6      |                       |                       |
| 1930      | David Williams          | Edward Avory                | 8–6, 3–6, 6–4, 10–8     |                       |                       |
| 1931      | Jiro Sato               | David Williams              | 6–4, 6–2, 6–1           |                       |                       |
| 1932      | Ignacy Tłoczyński       | William Henry Powell        | 6–3, 7–5, 7–5           |                       |                       |
| 1933      | Norman Farquharson      | Herbert Kinzl               | 6–4, 6–0, 6–2           |                       |                       |
| 1934      | Daniel Prenn            | Charles Hare                | 6–2, 6–2, 6–4           |                       |                       |
| 1935      | Hermen Von Hartens      | Umberto de Morpurgo         | 6–1, 6–3, 6–1           |                       |                       |
| 1936      | Cam Malfroy             | Alan Steadman               | WEA                     |                       |                       |
| 1937      | Alan Steadman           | George Godsell              | 2–6, 6–4, 6–2           |                       |                       |
| 1938      | George Lyttleton-Rogers | Josip Palada                | 6–2, 2–6, 6–1           |                       |                       |
| 1939      | Constatin Tanacescu     | Murray Deloford             | 10–12, 6–4, 7–5         |                       |                       |
| 1940-1945 | Pas de tournoi          | Pas de tournoi              | Pas de tournoi          | Pas de tournoi        | Pas de tournoi        |
| 1946      | Czesław Spychała        | Ignacy Tloczynski           | 6–4 3–6 13-11 8–6       |                       |                       |
| 1947      | Czesław Spychała        | Owen Bold                   | 6–3 10–8 6–4            |                       |                       |
| 1948      | Denis Slack             | Czesław Spychała            | wea                     |                       |                       |
| 1949      | Felicisimo Ampon        | Syd levy                    | 4–6 6–2 7–5 6–0         |                       |                       |
| 1950      | Hong-Koon Ip            | Ignacy Tloczynski           | wea                     |                       |                       |
| 1951      | Peter Cawthorn          | Naresh Kumar                | 2–6 6–2 6–3             |                       |                       |
| 1952      | Naresh Kumar            | Donald Tregonning           | 6–2 6–3 1–6 6–3         |                       |                       |
| 1953      | Russell Seymour         | Naresh Kumar                | 6–3 7–5                 |                       |                       |
| 1954      | Competition cancelled   | Competition cancelled       | Competition cancelled   | Competition cancelled | Competition cancelled |
| 1955      | Owen Williams           | Trevor Fancutt              | 6–3 6–2                 |                       |                       |
| 1956      | Alfred Huber            | Mike Davies                 | 6–3 1–6 9–11 6–4 6–4    |                       |                       |
| 1957      | Jaroslav Drobný         | Roger Becker                | 6–1 9–7                 |                       |                       |
| 1958      | Roger Becker            | Alan Mills                  | 6–4 6–4                 |                       |                       |
| 1959      | Bobby Wilson            | Alan Mills                  | 6–4 6–1                 |                       |                       |
| 1960      | Alan Mills              | Robin Sanders               | 6–3 6–2                 |                       |                       |
| 1961      | Francis Rawstorne       | Warren Jaques               | 6–8 6–2 6–3             |                       |                       |
| 1962      | Mike Sangster           | Tony Pickard                | 6–3 6–4                 |                       |                       |
| 1963      | Warren Jacques          | Alan Mills                  | 10–8 7–5                |                       |                       |
| 1964      | Bob Hewitt              | Isaías Pimentel             | 6–4 6–4                 |                       |                       |
| 1965      | Roy Emerson             | Fred Stolle                 | 3–6 6–3 6–2             |                       |                       |
| 1966      | Bob Hewitt              | John Newcombe               | 6–3 8–6                 |                       |                       |
| 1967      | John Newcombe           | Bill Bowrey                 | 7–5 6–2                 |                       |                       |
| Open era  |                         |                             |                         |                       |                       |
| 1968      | Bill Bowrey             | Owen Davidson               | 9–7 6–4                 |                       |                       |
| 1969      | Mark Cox                | Graham Stilwell             | 6–4 6–4                 |                       |                       |

| No | Date       | Nom et lieu du tournoi | Catégorie | Dotation | Surface | Vainqueur    | Finaliste     | Score    |  |
| -- | ---------- | ---------------------- | --------- | -------- | ------- | ------------ | ------------- | -------- |  |
| 1  | 06-07-1970 | , Newport              |           | NC $     | NC      | Ken Rosewall | John Newcombe | 6-4, 6-4 |  |
| 2  | 12-07-1971 | , Newport              |           | NC $     | NC      | Ken Rosewall | Roger Taylor  | 6-1, 9-8 |  |
| 3  | 09-07-1973 | , Newport              |           | NC $     | NC      | Roger Taylor | Bob Giltinan  | 9-8, 8-6 |  |

### Double
| No | Date       | Nom et lieu du tournoi | Catégorie | Dotation | Surface | Vainqueurs                  | Finalistes              | Score            |  |
| -- | ---------- | ---------------------- | --------- | -------- | ------- | --------------------------- | ----------------------- | ---------------- |  |
| 1  | 12-07-1971 | , Newport              |           | NC $     | NC      | Ken Rosewall Roger Taylor   | John Clifton John Paish | 7-5, 3-6, 6-2    |  |
| 2  | 09-07-1973 | , Newport              |           | NC $     | NC      | Byron Bertram William Lloyd | Bob Giltinan Ray Keldie | Finale non jouée |  |